# 1171 год
1171 (ты́сяча сто се́мьдесят пе́рвый) год  по юлианскому календарю — невисокосный год, начинающийся в пятницу. Это 1171 год нашей эры, 1‑й год 8‑го десятилетия XII века 2‑го тысячелетия, 2‑й год 1170‑х годов. Он закончился 854 года назад.
| Пн | Вт | Ср | Чт | Пт | Сб | Вс |
|    |    |    |    | 1  | 2  | 3  |
| 4  | 5  | 6  | 7  | 8  | 9  | 10 |
| 11 | 12 | 13 | 14 | 15 | 16 | 17 |
| 18 | 19 | 20 | 21 | 22 | 23 | 24 |
| 25 | 26 | 27 | 28 | 29 | 30 | 31 |

| Пн | Вт | Ср | Чт | Пт | Сб | Вс |
| 1  | 2  | 3  | 4  | 5  | 6  | 7  |
| 8  | 9  | 10 | 11 | 12 | 13 | 14 |
| 15 | 16 | 17 | 18 | 19 | 20 | 21 |
| 22 | 23 | 24 | 25 | 26 | 27 | 28 |

| Пн | Вт | Ср | Чт | Пт | Сб | Вс |
| 1  | 2  | 3  | 4  | 5  | 6  | 7  |
| 8  | 9  | 10 | 11 | 12 | 13 | 14 |
| 15 | 16 | 17 | 18 | 19 | 20 | 21 |
| 22 | 23 | 24 | 25 | 26 | 27 | 28 |
| 29 | 30 | 31 |    |    |    |    |

| Пн | Вт | Ср | Чт | Пт | Сб | Вс |
|    |    |    | 1  | 2  | 3  | 4  |
| 5  | 6  | 7  | 8  | 9  | 10 | 11 |
| 12 | 13 | 14 | 15 | 16 | 17 | 18 |
| 19 | 20 | 21 | 22 | 23 | 24 | 25 |
| 26 | 27 | 28 | 29 | 30 |    |    |

| Пн | Вт | Ср | Чт | Пт | Сб | Вс |
|    |    |    |    |    | 1  | 2  |
| 3  | 4  | 5  | 6  | 7  | 8  | 9  |
| 10 | 11 | 12 | 13 | 14 | 15 | 16 |
| 17 | 18 | 19 | 20 | 21 | 22 | 23 |
| 24 | 25 | 26 | 27 | 28 | 29 | 30 |
| 31 |    |    |    |    |    |    |

| Пн | Вт | Ср | Чт | Пт | Сб | Вс |
|    | 1  | 2  | 3  | 4  | 5  | 6  |
| 7  | 8  | 9  | 10 | 11 | 12 | 13 |
| 14 | 15 | 16 | 17 | 18 | 19 | 20 |
| 21 | 22 | 23 | 24 | 25 | 26 | 27 |
| 28 | 29 | 30 |    |    |    |    |

| Пн | Вт | Ср | Чт | Пт | Сб | Вс |
|    |    |    | 1  | 2  | 3  | 4  |
| 5  | 6  | 7  | 8  | 9  | 10 | 11 |
| 12 | 13 | 14 | 15 | 16 | 17 | 18 |
| 19 | 20 | 21 | 22 | 23 | 24 | 25 |
| 26 | 27 | 28 | 29 | 30 | 31 |    |

| Пн | Вт | Ср | Чт | Пт | Сб | Вс |
|    |    |    |    |    |    | 1  |
| 2  | 3  | 4  | 5  | 6  | 7  | 8  |
| 9  | 10 | 11 | 12 | 13 | 14 | 15 |
| 16 | 17 | 18 | 19 | 20 | 21 | 22 |
| 23 | 24 | 25 | 26 | 27 | 28 | 29 |
| 30 | 31 |    |    |    |    |    |

| Пн | Вт | Ср | Чт | Пт | Сб | Вс |
|    |    | 1  | 2  | 3  | 4  | 5  |
| 6  | 7  | 8  | 9  | 10 | 11 | 12 |
| 13 | 14 | 15 | 16 | 17 | 18 | 19 |
| 20 | 21 | 22 | 23 | 24 | 25 | 26 |
| 27 | 28 | 29 | 30 |    |    |    |

| Пн | Вт | Ср | Чт | Пт | Сб | Вс |
|    |    |    |    | 1  | 2  | 3  |
| 4  | 5  | 6  | 7  | 8  | 9  | 10 |
| 11 | 12 | 13 | 14 | 15 | 16 | 17 |
| 18 | 19 | 20 | 21 | 22 | 23 | 24 |
| 25 | 26 | 27 | 28 | 29 | 30 | 31 |

| Пн | Вт | Ср | Чт | Пт | Сб | Вс |
| 1  | 2  | 3  | 4  | 5  | 6  | 7  |
| 8  | 9  | 10 | 11 | 12 | 13 | 14 |
| 15 | 16 | 17 | 18 | 19 | 20 | 21 |
| 22 | 23 | 24 | 25 | 26 | 27 | 28 |
| 29 | 30 |    |    |    |    |    |

| Пн | Вт | Ср | Чт | Пт | Сб | Вс |
|    |    | 1  | 2  | 3  | 4  | 5  |
| 6  | 7  | 8  | 9  | 10 | 11 | 12 |
| 13 | 14 | 15 | 16 | 17 | 18 | 19 |
| 20 | 21 | 22 | 23 | 24 | 25 | 26 |
| 27 | 28 | 29 | 30 | 31 |    |    |

## События

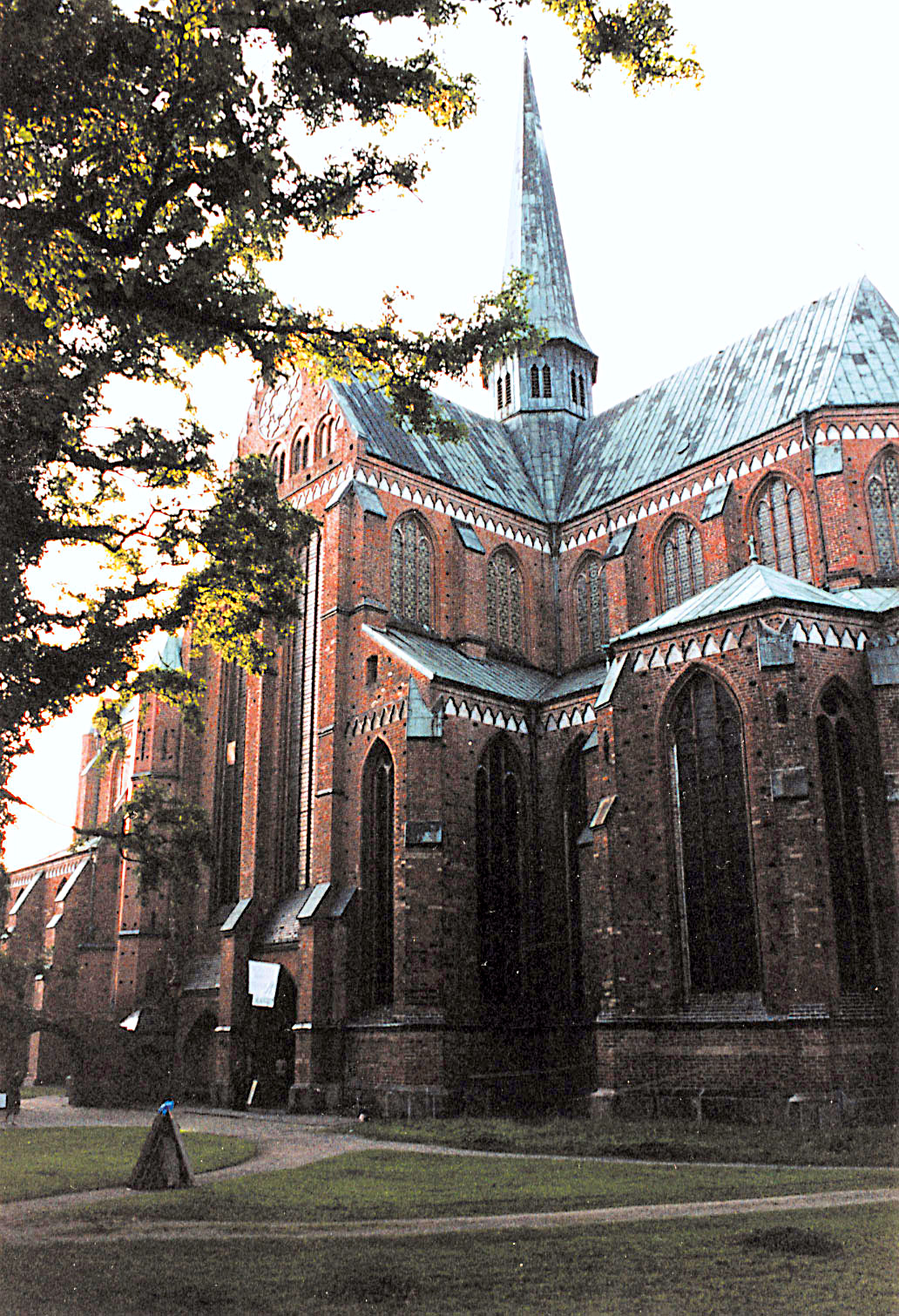
Доберанский монастырь (Германия), основанный в 1171 году

- 1169—1172 — Нормандское вторжение в Ирландию. Экспедиции войск англо-нормандских феодалов, а затем английского короля Генриха II в Ирландию. Положили начало английской колонизации Ирландии[1].
  - Высадка в Ирландии войска Генриха II Плантагенета. Начало присоединения Ирландии к английской короне.
- Начало года — Папа римский, подстрекаемый французским королём, графами Блуаским и Шампанским и архиепископом Сансским, выразил намерение отлучить Генриха II и наложить интердикт на королевство. Послы английского короля с большим трудом добиваются отсрочки.
- Весна — встреча Генриха II с папскими легатами в Авранше. Король поклялся, что не желал смерти Бекета, обещал вернуть Кентерберийской кафедре всё конфискованное имущество, послать денег тамплиерам для защиты Гроба Господня и самому отправиться в крестовый поход.
- Генрих II Плантагенет заключил мирное соглашение с валлийским правителем Рисом ап Грифидом.
- Взятие арагонцами Теруэля.
- Пиза и Флоренция образуют союз против Лукки и Генуи.
- Филипп де Наблус, снимает с себя полномочия магистра Храма, чтобы сопровождать короля Амори I в Константинополь.
- Одно из первых упоминаний о Ричарде (Львиное Сердце). Будущий король Англии закладывает в Лиможе первые камни в основание монастыря Св. Августина, а затем едет в примирительную поездку по Аквитании, во время корой Алиенора и Ричард аннулируют конфискации и санкции, установленные незадолго до этого Генрихом II.
- Проходят франко-византийские переговоры о браке Алексея, сына императора Мануила и дочери Людовика VII.
- Происходит очередное столкновение между генуэзцами и венецианцами в Константинополе. Император Мануил требует от Венеции возместить ущерб, нанесённый генуэзскому кварталу. В результате того, что республика отказалась выполнить это требование, имущество её представителей в греческой столице и ещё около 20 000 итальянцев, пользовавшихся покровительством Венеции, конфисковано (по императорскому указу от 12 марта).
- Ухудшение отношений Мануила Комнина с Венецией. Мануил конфискует все имущество венецианских купцов в Византии.
- Венецианцы захватывают Рагузу и Хиос.
- Падение династии Фатимидов в Египте. Военачальник Салах ад-Дин (сирийский курд) низложил халифа Адида, признав духовным главой суннитского халифа в Багдаде.

## Русь
Правление: 1169—1170, 1170—1171 — Глеб Юрьевич, Владимир Мстиславич (январь—10 мая), 1171 — Михалко Юрьевич и 1171—1173, 1174—1176 — Роман Ростиславич (с начала июля)
- 20 января — Великий князь киевский Глеб Юрьевич в Киеве отравлен киевской знатью[2].
- 15 февраля — 10 мая 1171 — новым киевским князем стал Владимир Мстиславич, старший в роде, по приглашению вышгородцкого князя Давида Ростиславича и белгородского князя Мстислава Ростиславича[2][3].
- Назначение на киевский престол Владимира Мстиславича вызывает сильное недовольство Андрея Боголюбского, который требует от Владимира покинуть Киев и объявляет о своём желании видеть на киевском престоле Романа Ростиславича Смоленского[2].
- 10 мая — Михалко Юрьевич на короткое время становится киевским князем, но, не имея поддержки со стороны Андрея Боголюбского, уступает его смоленскому князю Роману Ростиславичу, вернувшись в Торческ[4].
- 10 мая — Владимир Мстиславич умер после трёх месяцев княжения. Узнав об этом Боголюбский посылает к Ростиславичам (княжившими  в ближайших к Киеву городах) послов. Ростиславичи подчиняются и в начале июля Роман Ростиславич вступает в Киев на престол[2].
- 01 июля 1171 — февраль 1173 — на киевский престол сел по велению Андрея Боголюбского смоленский князь Роман Ростиславич, сын Великого князя Киевского — Ростислава Мстиславича[5].
- Зима 1171/1172 — Андрей Боголюбский посылает своего сына Мстислава Андреевича вместе с муромскими и рязанскими князьями на камских булгар. Поход оказался очень тяжёлым, однако всё обходится и русские полки возвращаются благополучно[2].
- Рюрик Ростиславич ссорится с новгородским посадником Жирославом и изгоняет его из города[6].
- Конец года — Рюрик Ростиславич покидает Великий Новгород и уходит в Смоленск. Новгородцы обращаются к Боголюбскому и тот даёт им на княжение своего малолетнего сына Юрия Андреевича[2][6].
- Роман Ростиславич, после вокняжения в Киеве, отдаёт Смоленск своему сыну Ярополку Романовичу[7].
- Первое упоминание в письменных источниках (Лаврентьевская летопись) города Городец[8] в связи с зимним походом Мстислава Андреевича на Волжскую Булгарию в 1171/1172 гг. Сам поход летописец описывает под 1172 годом, но уточняет, что он состоялся той же зимой, когда умер князь Глеб Юрьевич, то есть 1171 год наиболее вероятен.

## Начало правления
См. также: Список глав государств в 1171 году
- 1171—1250 — династия Эйюбидов в Египте, Сирии, Месопотамии, Южной Аравии.
- Май — смерть Дермота Мак-Мурроха. Ричард Пемброк становится фактическим правителем Восточной Ирландии.

## Родились
См. также: Категория:Родившиеся в 1171 году
- Болдуин I Фландрский.

## Скончались
См. также: Категория:Умершие в 1171 году
- 20 января — Глеб Юрьевич, великий киевский князь[9].
- 10 мая — Владимир Мстиславич, великий киевский князь[7].
- Есугей — отец Чингисхана.
- Рабейну Там.
- Милли, Филипп де.